# アルゴナウティカ

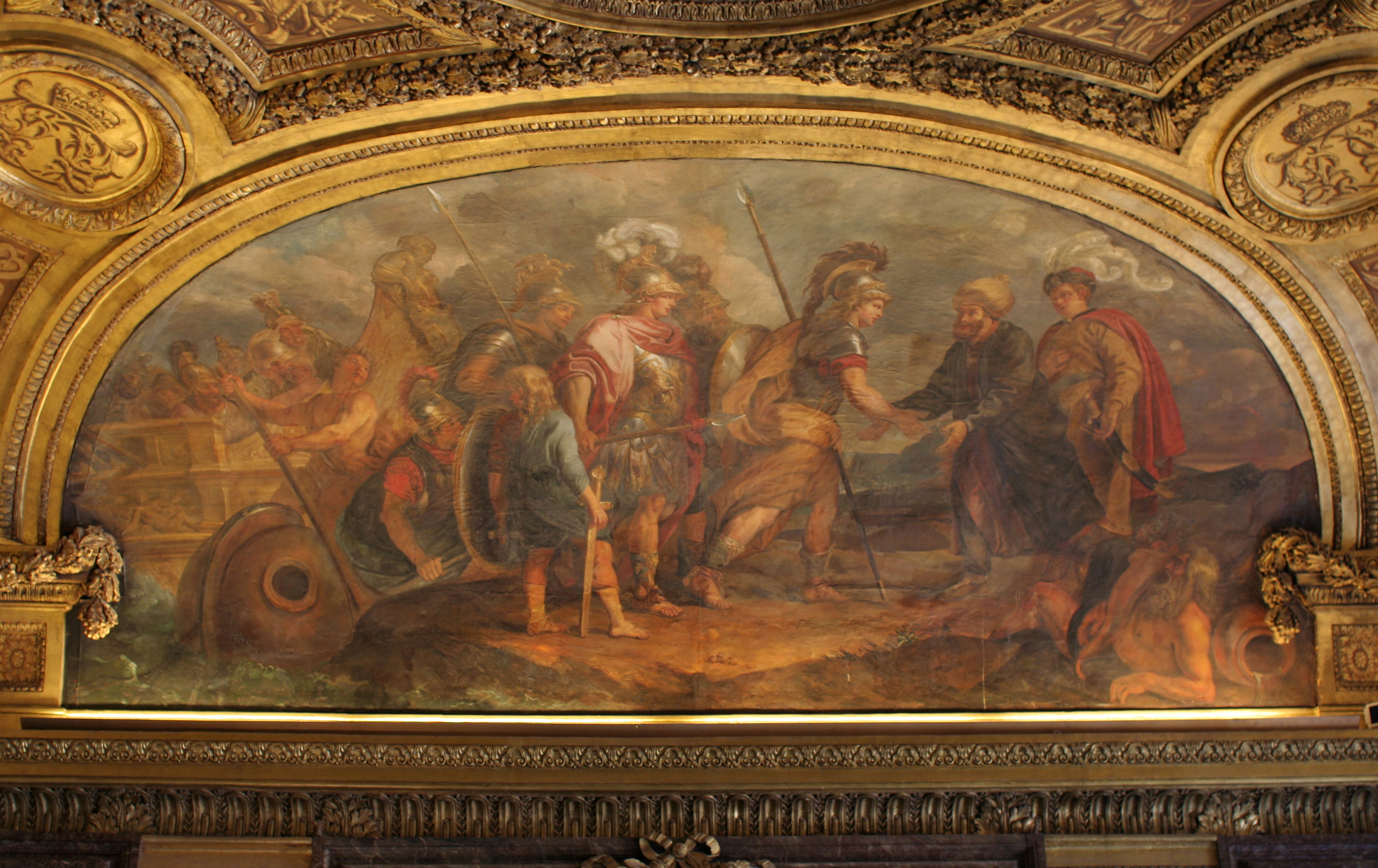
フランス人画家Charles de La Fosseの絵画。作品名:『コルキスへ到着したイアーソーンとアルゴナウタイ』(フランス語原題:Jason et les Argonautes débarquant en Colchide)。ヴェルサイユ宮殿所蔵。

『アルゴナウティカ』（Ἀργοναυτικά / Argonautika）は、紀元前3世紀にロドスのアポローニオスによって書かれた叙事詩。ヘレニズム時代の叙事詩では、唯一現存しているものである。この本の中で語られる内容は、黒海最果ての未知の地コルキスから金羊毛皮を取り戻そうとするイアーソーンとアルゴナウタイの航海の物語である。

## あらすじ

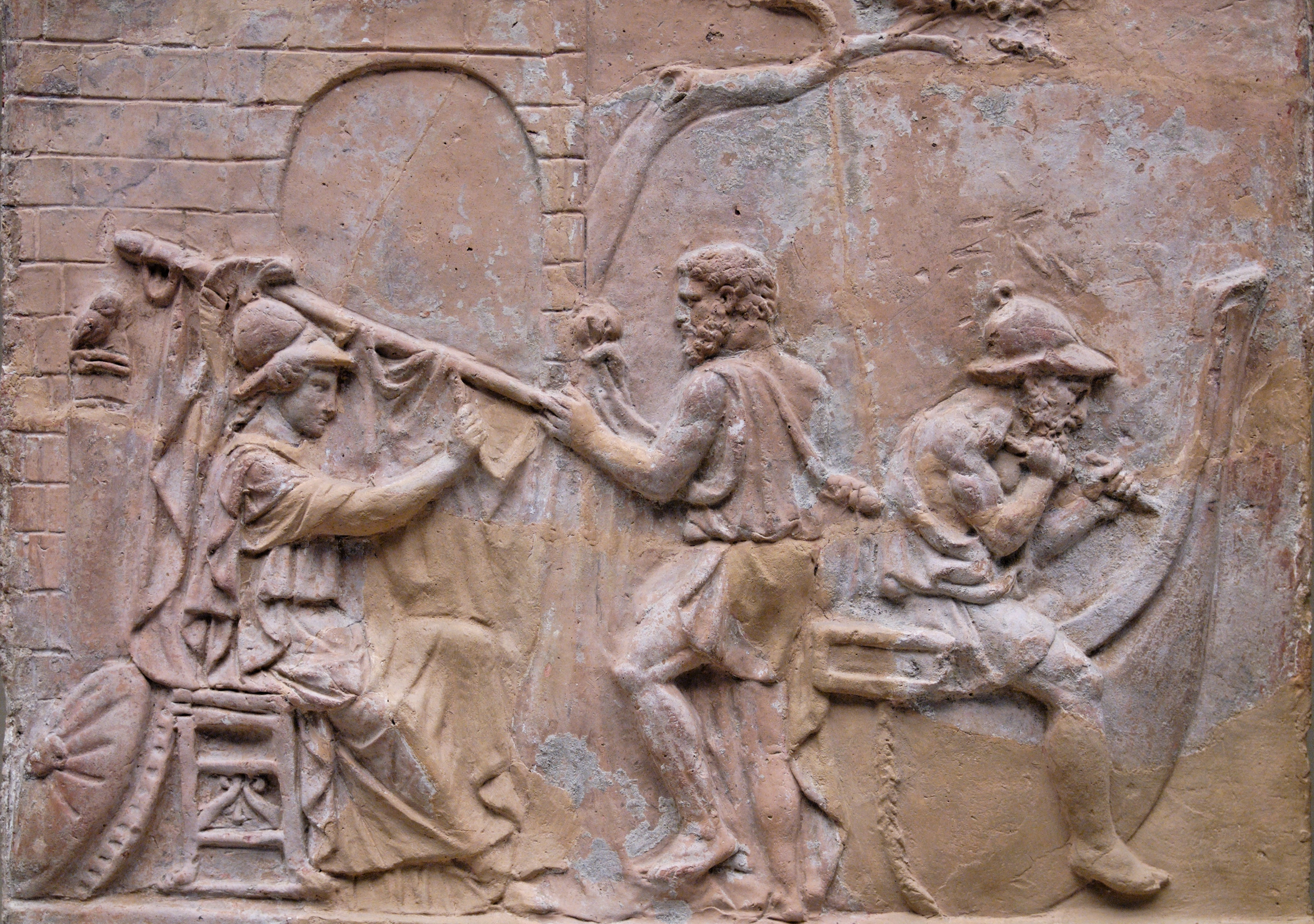
アルゴー船建造を手伝うアテーナー。1世紀のローマのテラコッタの飾り板

### 第1巻
イオールコス王ペリアースが提示した条件を満たすため、正統な王位継承者イアーソーンは、コルキスの金羊毛皮を得るため、アルゴー船を準備した。イアーソーンは全ギリシア中に航海の参加者を募集した。約50人の英雄たちが航海を共にせんと集結した。イアーソーンの許に集まった乗員の顔ぶれは、まず、ヘーラクレースとその従者である少年ヒュラース、ディオスクーロイすなわちカストールとポリュデウケースの双子の兄弟）、詩人オルペウス、メレアグロス、ボレアースの子ゼーテースとカライスの兄弟、アキレウスの父ペーレウス、オデュッセウスの父ラーエルテース、大アイアースの父テラモーン、そしてアルゴー船の建造者であるアルゴスなどであった。一行の目的はアイアのコルキスまで旅し、金羊毛皮を手に入れることである。イアーソーンが指揮者を誰に選ぶかの合議を提案すると、ヘーラクレースが彼を推薦し、イアーソーンはそれを受諾してアルゴーの船長となる。
アルゴナウタイと後に呼ばれるようになる一行は、テッサリアの東海岸から出帆した。最初の寄港地はレームノス島で、同島では、女王ヒュプシピュレーに率いられた女性たちが、彼女らを侮辱した夫を皆殺しにした処であった。ヒュプシピュレーはヘーラクレースを除く男たちに、島の人口を取り戻すため、女性たちと交わり、子供を作って欲しいと頼む。イアーソーンを相手に選んだヒュプシピュレーに、もし男の子を授かったら、その子を両親の元に送るよう言う。アルゴー船は再び出帆し、ヘレースポントスを経て、ドリオニア人の国に到着。キュージコス王は友好的だったが、アルゴナウタイは誤解から、夜闇のなかで、それと知らずドリオニア人と戦うことになり、キュージコスも殺す。王妃クレイテーは王の死を嘆き自死した。イアーソーンは神々をなだめるために生贄を捧げる。アルゴナウタイの次の目的地はキオスで、そこでヘーラクレースの連れのヒュラースがニュンペーたちに攫われる。ヘーラクレースは心乱れて、その地に留まった。アルゴー船はヘーラクレースとここで分かれるが、グラウコスが海から現れ、一行は正しい決定をしたと励ます。

### 第2巻
話は、ベブリュクス人との出会いから始まる。そこでアミュコス王から拳闘試合の挑戦を受ける。ポリュデウケースがそれに応じ、王を殺す。ボスポラス海峡では、ゼーテースとカライスが、予知能力を乱用した罰で苦しんでいた先王ピーネウスから、ハルピュイアたちを追い払う。ピーネウスはお礼に、シュムプレーガデス岩を通過する秘訣を一行に教える。この秘訣とアテーナーの助けで一行は無事シュムプレーガデス岩を通り抜け、さらに多くの不思議な国々を旅する。女王ヒッポリュテー率いるアマゾーンの国、人前で性交するモッシュノイコイ人の国（en:Mossyna, プリュギアのメンデレス川中流の谷の都市）。アレースを祀る島では、一行はアレースの鳥たちに襲われる。プロメーテウスが鎖に繋がれた場所の近くを通り過ぎ、コルキス船の遭難者を救助する。助けた中にプリクソスの子がいて、金羊毛を盗むための共犯者にすることに。コルキスに到着。イアーソーンは残忍な王アイエーテースに近付く良策がないか考える。

### 第3巻
ヘーラーとアテーナーから始まる。二人の女神はイアーソーンの冒険を助けることに決め、アイエーテースの娘メーデイアがイアーソーンに恋するよう、エロースに頼む。イアーソーンはプリクソスを同伴してアイエーテースのところに行く。アイエーテースはプリクソスのあまりに早い帰国を疑う。プリクソスは船が難破したこととアルゴナウタイに救助されたことを王に話す。アイエーテースはその話に陰謀を見てとって、イアーソーンに、もし力と勇気を証明する試練に受かったなら金羊毛を得ることができるだろうと話す。それは、青銅の蹄を持つ雄牛の群(en: Khalkotauroi)に引き具をつけ、アレースの野を耕し、竜の歯を植え、土から兵士たちを出現させることだった。薬と魔法に熟練したメーデイアだが、イアーソーンがその試練に打ち勝つ望みはないと思い、ヘカテーに祈る。メーデイアは利用できると踏んだイアーソーンは、メーデイアが神に愛の呪文を捧げているのを見て、薬と助けとアルゴナウタイを受け入れてくれるよう頼む。イアーソーンはメーデイアの愛情に応え、一緒にギリシアについてきて、妻になってくれとメーデイアに言う。
イアーソーンは、メーデイアに好意を持っている女神ヘカテーに生贄を捧げてから、メーデイアの薬を肌、服、槍、剣に振りかける。薬で身を守ったことで、イアーソーンは雄牛の群の突撃に耐え、雄牛たちに引き具をつけ野を耕し、竜の歯を植え、土から生まれた兵士たちを出現させる。イアーソーンは兵士たちの中に大きな円い石を置く。兵士たちはその岩と戦い、イアーソーンも戦いに参加する。兵士たちは全滅する。イアーソーンは試練をくぐり抜けたが、アイエーテースは金羊毛皮を手放すつもりはなかった。

### 第4巻
メーデイアは金羊毛皮を守る竜を眠らせると申し出る。その代わりに、アルゴナウタイに、自分を船に乗せて外国に連れて行って欲しい、裏切った父王から離れたところに連れて行って欲しいと頼む。イアーソーンは同意し、再度メーデイアに結婚を約束する。メーデイアは竜を無力化する薬で魔法を使う。一行は金羊毛とともにコルキスを出帆する。アイエーテースとメーデイアの弟アプシュルトスがアルゴー船を追跡する。イアーソーンは、処女たちの保護者アルテミスに、メーデイアと別れると提案する。それにメーデイアは立腹し、船に火をつけると脅迫する。イアーソーンは、彼女をアプシュルトスに仕掛ける罠の餌にするのだと説明する。罠が実行され、アプシュルトスは待ち伏せされて、イアーソーンに殺される。それにより、コルキス人は散り散りになる。
それから2、3の付随的な冒険が描かれる。コルキス人はまた戻ってきて、メーデイアの返還を要求する。しかし、メーデイアは自発的に国を離れたのであるし、もし二人の婚姻が（性交によって）完成されているのなら、メーデイアはイアーソーンと一緒にいてもいい、逆にまだ処女のままなら一緒にいてはならないということで納得する。それでメーデイアとイアーソーンは婚姻を完成させ、メーデイアは夫の元にいることを許される。トリートーニス湖で、ヘーラクレースに殺された蛇に出くわすが、ヘーラクレース本人は見付からない。クレーテー島では古代の人種の最後の生き残りであるタロースに遭遇し、襲われる。メーデイアは呪文で一行を救い、タロースを殺す。タロースは死んだ時、イーコール（神々の血液）を流す。ポセイドーンの子エウペーモスがトリートーン湖の海の中から受け取った土の塊を投げると、カリステー島（ティーラ、現サントリーニ島）が生まれる。そして最後、アルゴー船はテッサリアの海岸に帰国する。

## スタイル
作者のアポローニオスはホメーロスを手本にしてはいるが、『アルゴナウティカ』はいくつかの点で、それまでの伝説やホメーロスの叙事詩と異なっている。まず、ホメーロスに較べるとかなり短い。『イーリアス』が15,000行を越えるのに対して、『アルゴナウティカ』は4巻全部で6,000行未満である。アポローニオスは、カリマコスの表現の簡潔さ、あるいはアリストテレースの「詩は昔の叙事詩より短く、一回の着席で（いっきに語られる）一連の悲劇作品の長さで十分である」（『詩学』24）という意見に影響を受けたのかも知れない。『アルゴナウティカ』はアリストテレースの要求を充たしている。『アルゴナウティカ』の各巻はおおよそギリシア悲劇1本の長さである。ギリシア悲劇は伝統的に4つの悲劇、もしくは3つの悲劇と1つのサテュロス劇を1組として上演されていた。その合計が『アルゴナウティカ』の長さに非常に近い。批評家たちは『アルゴナウティカ』の中にあるホメーロスの影響にばかり集中したが、たとえばエウリーピデースの『メーデイア』からのダイレクトな借用も見つけることはできる。
主人公イアーソーンの、より人間らしい弱さも、『アルゴナウティカ』が他の伝統的叙事詩と異なるところである。J.F. Carspeckenはアポローニオスのキャラクターの特色は叙事詩というよりリアリズムのジャンルに近いものがあると指摘している。
| 「 | リーダー選びは、彼より優れた人がその名誉を妬むから、仲間より劣っているからという理由で、その時以外は、力・腕・勇気・偉大な戦士のどの試練も魔法の力に頼り、栄誉を羨み、そのくせはっきり主張もできず、危機に直面すると消極的、問題が起きるとびくびく・おろおろ、侮辱されると泣き、すぐに落胆し、恋を病むメーデイアに対しては不誠実……。 | 」 |

『アルゴナウティカ』はよくヘレニズム小説を導いた文学的伝統の中に位置づけられる。地方の風習、因果関係学、その他、ヘレニズム期の詩のポピュラーなテーマについての多くの議論の中でも、『アルゴナウティカ』は古代の叙事詩の伝統とは似ていない。アポローニオスは神話から題材を取るにあたって、ショッキングなヴァージョンはあまり使っていない。たとえば、メーデイアはアプシュトルスを自分で殺すのではなく、ただ殺されるのを見ているだけである。神々も全編を通して事件と距離を置き、あまり動かず、宗教を寓意化および合理化するヘレニズム期のトレンドに従っている。また、イアーソーンとメーデイアといった異性愛を、ヘーラクレースとヒュラースといった同性愛よりも重要視している。これもまたヘレニズム期のトレンドであった。
多くの批評家たちは、アポローニオスのいくつかの美しい文章に感激を受け、この本の最もすばらしく美しい部分として、イアーソーンとメーデイアの愛の場面を挙げている。
「そう、彼女の心の回りで騒ぎ、ひそかに燃ゆる破壊者の愛、そして彼女の柔らかき頬の色は移り変わる、今は青、今は赤、彼女の魂の乱れるままに」（『アルゴナウティカ』III.297-299）

## 他の『アルゴナウティカ』
『アルゴナウティカ』という書物は他にもあり、1世紀のウァレリウス・フラックス『アルゴナウティカ』と、4世紀ごろの『オルペウス教のアルゴナウティカ』がある。

## 日本語訳
- 岡道男訳『世界文学全集（1）オデュッセイア / アルゴナウティカ』講談社、1982年。前者は松平千秋訳。
- 岡道男訳『アルゴナウティカ　アルゴ船物語』講談社〈講談社文芸文庫〉、1997年、ISBN 978-4061975811。上記の改訂版。
- 堀川宏訳『アルゴナウティカ』京都大学学術出版会〈西洋古典叢書〉、2019年、ISBN 978-4814001743。